# La Sierra (Huesca)
La Sierra (A Sierra en aragonés) es una localidad de La Fueva, Sobrarbe, provincia de Huesca, Aragón, España. Actualmente está despoblada.
Tenía 0 habitantes en el año 2010. Su código postal es 22336.
- Datos: Q11687767